# RMS Oceanic (1870)
El RMS Oceanic fue un transatlántico británico de la naviera White Star Line, construido en los astilleros de Harland and Wolff, en Belfast. Su construcción constituyó un importante punto de inflexión en el diseño de los buques de transporte de pasajeros de la época.

## Historia
El RMS Oceanic fue construido por el astillero Harland and Wolff en Belfast (Irlanda del Norte), y fue botado al mar el 27 de agosto de 1870. Fue introducido en servicio en 1871, partiendo desde el puerto de Liverpool el 2 de marzo de ese año en su viaje inaugural, con apenas 64 pasajeros a bordo. El buque no pudo completar el viaje, ya que tuvo que regresar al puerto a causa de unos problemas en el motor.

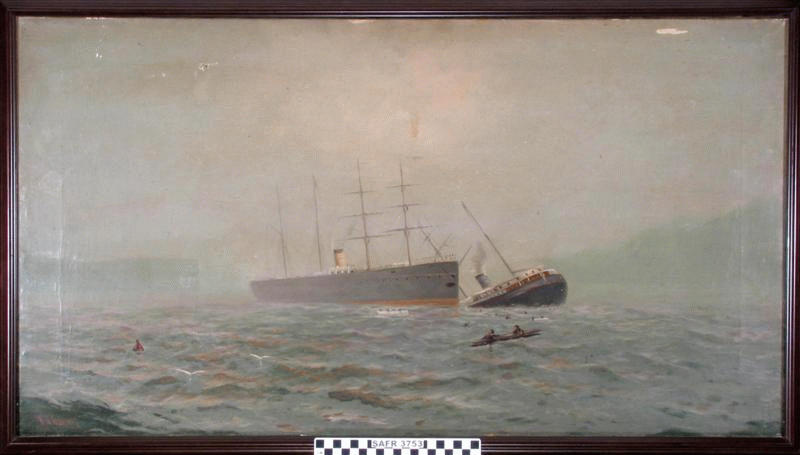
En 1882 el Oceanic golpeó y hundió al SS City of Chester.

El Oceanic tuvo tres buques hermanos: el Atlantic, el Baltic y el Republic, todos con las mismas dimensiones, pero teniendo tonelajes diferentes. El éxito de los cuatro transatlánticos llevó a la White Star a encargar otros dos barcos, el Adriatic y el Celtic.
En 1875 el buque fue transferido a la compañía Occidental & Oriental Steamship Company (O&O).
El 22 de agosto de 1882 el Oceanic colisionó con el vapor costero SS City of Chester en el estrecho Golden Gate, en la entrada de la bahía de San Francisco (California, Estados Unidos). El City of Chester se hundió debido a la colisión, y de las 90 personas a bordo, murieron 16.
El Oceanic siguió proporcionando el servicio de pasajeros para la O&O en el océano Pacífico hasta 1895, cuando fue devuelto a la White Star Line. Sin embargo, poco tiempo después fue dado de baja y vendido por 8000 libras esterlinas para chatarra, siendo desguazado en 1896.

## Características
El Oceanic fue considerado innovador entre los barcos de pasajeros de la época, siendo básicamente un clíper modernizado. Con sólo una chimenea y cuatro mástiles para velas (típico de los clíper), tenía un casco hecho de acero dividido en 11 compartimentos estancos. 
El Oceanic era propulsado por una combinación de energía de vapor y velas. El barco tenía instalados un motor de cuatro cilindros de vapor compuesto y 12 calderas, que juntos en un único eje permitían que fuese alcanzada una velocidad máxima de 14,5 nudos. Los alojamientos tenían capacidad para 166 pasajeros en primera clase y 1000 pasajeros en tercera clase.